# تقارب (طب)
التقارب  هو انخفاض المسافة بشكل غير طبيعي بين عضوين أو أجزاء من الجسم، وعادةً ما يتعلق بمحجري العين (المدارات)، والمعروف أيضًا باسم تقارب الحجاجين.

## الأسباب
غالبًا ما يكون نتيجة لمتلازمة الكحول الجنينية (FAS)، الناتجة عن تناول كميات كبيرة من الكحول في الشهر الأول من الحمل. [بحاجة لمصدر]
يمكن أن يرتبط بالتثلث الصبغي 13، والذي يُعرف أيضًا باسم متلازمة باتو، [بالإضافة إلى الضمور العضلي العصبي الوراثي.
ويمكن أن يرتبط أيضًا بمتلازمة X الهش ومتلازمة برادر ويلي.
يمكن أن يؤدي خلل الالتحام العظمي الجبهي، وهو الإغلاق المبكر للدرز الجبهي أثناء نمو الجمجمة عند الأطفال، إلى التقارب.